# Vladimir Tsepeliev
Vladimir Tsepeliev (Unión Soviética, 10 de octubre de 1956) es un atleta soviético retirado especializado en la prueba de salto de longitud, en la que consiguió ser medallista de bronce europeo en 1978.

## Carrera deportiva
En el Campeonato Europeo de Atletismo de 1978 ganó la medalla de bronce en el salto de longitud, con un salto de 8.01 metros, siendo superado por el francés Jacques Rousseau que con 8.18 m batió el récord de los campeonatos, y el yugoslavo Nenad Stekić (plata con 8.12 m).
Al año siguiente, en el Campeonato Europeo de Atletismo en Pista Cubierta de 1979 ganó el oro, con un salto de 7.88 metros, superando al también soviético Valeriy Podluzhniy  (plata con 7.86 metros) y al alemán Lutz Franke  (bronce con 7.80 metros).